# Fábio Santos
Fábio Santos, brazilski nogometaš, * 16. september 1985, São Paulo, Brazilija.
Za brazilsko reprezentanco je odigral štiri uradne tekme.